# Lâm Quang Mỹ
Lâm Quang Mỹ (ur. 1944, zm. 25 lipca 2023) – polski poeta wietnamskiego pochodzenia, tłumacz literatury wietnamskiej na język polski i polskiej na język wietnamski.

## Życiorys
Lâm Quang Mỹ (właściwie Nguyễn Đình Dũng) urodził się w prowincji Nghệ An w Wietnamie. W latach 1964–1971 studiował w Polsce, ukończył elektronikę na Politechnice Gdańskiej. Po powrocie do kraju pracował w Centrum Badań Nauki i Technologii w Hanoi. Do Polski ponownie przyjechał w 1989. Został doktorem nauk fizycznych (pracował w Instytucie Fizyki PAN), a także członkiem Stowarzyszenia Pisarzy Wietnamu i Związku Literatów Polskich.
Pisał wiersze w języku ojczystym i polskim. Przekładał literaturę polską na język wietnamski. Publikował w Wietnamie m.in. wiersze C.K. Norwida, Z. Krasińskiego, Jana Pawła II, Cz. Miłosza, W. Szymborskiej, T. Różewicza oraz wielu polskich poetów współczesnych. Uczestniczył m.in. w: Warszawskich Jesieniach Poezji, Światowych Dniach Poezji UNESCO, Międzynarodowych Listopadach Poetyckich w Poznaniu, Krynickich Jesieniach Literackich, Międzynarodowych Jesieniach Literackich Podgórza, Produkcji teatralnej „I Miasto przemówiło” (And the City spoke) w Anglii, Polsce i Italii, Międzynarodowych Galicyjskich Jesieniach Literackich, Międzynarodowym Festiwalu Wiosny Poezji w Wilnie (Litwa), Międzynarodowych Literackich Sesjach w Rzeszowie, Międzynarodowych Festiwalach Literackich „Poeci bez Granic” w Polanicy, Międzynarodowych Poetyckich Spotkaniach w Czechach i innych.
Publikował w polskich pismach literackich: „Poezja dzisiaj”, „Literacka Polska”, „Iskra”, „Temat”, „Enigma”, „Złote myśli”, „Warsaw Tales” (New Europe Writers), „Znad Wilii”, „Ślad”, „Autograf”, „Tygiel”, „Gazeta Kulturalna” oraz w innych czasopismach, gazetach, na stronach internetowych oraz w antologiach poetyckich polskich i zagranicznych.
Lâm Quang Mỹ opublikował tomy poezji: Echo – Tiếng vọng (po wietnamsku i polsku, Polska Oficyna Wydawnicza Warszawa 2004), Đợi (Oczekiwanie) (Wydawnictwo „Kultury i Informacji” w Hanoi 2004) i Przemija życie... – Life pass on... (poezja, po polsku i po angielsku, wydawnictwo Temat, Bydgoszcz 2010). Jego wiersze tłumaczone były na język czeski przez poetkę Věrę Kopecką i wydane w tomiku Zatoulana piseń (Zabłąkana pieśń), Agentura pro rozvoj Broumovska, Broumov 2008. Tłumaczył na język polski (z Pawłem Kubiakiem) i wydał Antologię poezji wietnamskiej od XI w. do XIX w. (Wydawnictwo Książkowe IBiS Warszawa 2010) oraz Antologię wietnamskiej nowej poezji. Od 1931 do 1942 roku (Związek Literatów Polskich. Oddział Bydgosko-Toruński, Bydgoszcz, 2015). Wydał tomik po wietnamsku i angielsku:  Chiều rơi trên sóng – Evening descends on waves (Wydawnictwo ZLW w Hanoi 2012), po wietnamsku i niemiecku:  So streicht das Leben dahin... (Pop Verlag Literatur, 2019).

## Nagrody i wyróżnienia
Był laureatem wielu nagród literackich, m.in. Światowych Dni Poezji UNESCO 2006 i 2016, dwukrotnie otrzymał „Wielki Laur” festiwalu Literacka Galicja (2009 oraz 2011). Otrzymał nagrodę im. Klemensa Janickiego za całokształt twórczości oraz ministerialny Medal za zasługi dla kultury polskiej (2013). Otrzymał honorowe obywatelstwo gminy Krasne (rodzinnych okolic Zygmunta Krasińskiego).

## Wybrane recenzje
Wiersze Lam Quang My są proste i ascetyczne. Zdają się mieć źródło w kontemplacji krajobrazu, w skierowaniu uwagi na szczegół, wreszcie w zmianie proporcji oglądu. Bo w tym co znajome, ukrywają tajemnicę inności, a w tym co odległe, rozpoznają bliskość. Budowane na estetyce kontrastu, łączą siłę i delikatność, a piękno z okrucieństwem. (...) Wietnamskie i polskie wiersze współistnieją obok siebie. Przypominają tytułowe echo, przenoszące tę samą myśl w różne przestrzenie języka...